# Natan Nebenzahl
Natan Jakub Nebenzahl, także Nathan (ur. 5 kwietnia 1865 w Sanoku, zm. ?) – polski Żyd, doktor praw, adwokat, urzędnik, właściciel ziemski.

## Życiorys
Natan Jakub Nebenzahl urodził się 5 kwietnia 1865 w Sanoku. Syn Marii i Feiwela (także jako Feibel, Föbus, Foebus bądź Feywel; radny w Sanoku, reprezentant gminy żydowskiej, członek Rady Szkolnej Okręgowej w Sanoku). Miał brata Samuela (ur. 1872, także studiował prawo).
W 1882 zdał egzamin dojrzałości w C. K. Gimnazjum w Przemyślu. Ukończył studia prawnicze. Podczas studiów na Wydziale Prawa Uniwersytetu Franciszkańskiego we Lwowie należał do żydowskiego stowarzyszenia studenckiego „Związek”, a po secesji był jednym z założycieli organizacji „Ognisko”. Uzyskał stopień doktora praw. W 1894 był c. k. adiunktem kolejowym we Lwowie. Będąc koncypientem adwokackim uchwałą Rady Miejskiej w Sanoku z 1895 został uznany przynależnym do gminy Sanok. Został adwokatem. Praktykę adwokacką odbywał w kancelarii Erazma Łobaczewskiegp; po czym 15 października 1896 otworzył własną kancelarię adwokacką w domu Nebenzahlów w Sanoku. Był adwokatem w okręgu C. K. Sądu Obwodowego w Sanoku od około 1900 do około 1902, później ponownie od około 1907. Urzędował przy ulicy Tadeusza Kościuszki. Przy C. K. Sądzie Obwodowym w Sanoku został wybrany przysięgłym zastępcą na rok 1913. Po śmierci adwokata dra Adolfa Afendy został mianowany przez Wydział Izby Adwokatów w Przemyślu 16 września 1913 substytutem w Sanoku.
W sierpniu 1900 wszedł w skład komitetu mieszczańskiego w Sanoku, zajmującego się wyborami do Sejmu Krajowego Galicji. Wkrótce potem został kandydatem do Sejmu Krajowego Galicji VIII kadencji (1901-1907) reprezentując stronnictwo demokratyczne (po dodaniu w III kurii okręgu wyborczego 19. Sanok-Krosno na okres VI sesji od 1900 do 1901). Przedstawiał się jako demokrata i mimo żydowskiego pochodzenia, uważał się za Polaka. Pełnił funkcję radnego Rady Miasta Sanoka (1900–1910). W tym czasie sprawował stanowisko asesora. Jako radny 29 listopada 1901 wnioskował o przekazanie kwoty 50 koron na rzecz dzieci we Wrześni, których rodzice zostali skazani (jego wniosek został przyjęty). Został reprezentantem ze strony miasta na organizowany w Sanoku w dniach 23–25 lipca 1904 zjazd delegatów ochotniczych straży pożarnych. Reprezentował opcję zachowawczą w polityce sanockich Żydów, której reprezentanci współpracowali z przedstawicielami miejscowych galicyjskich demokratów. Po dymisji burmistrza Sanoka Aitala Witoszyńskiego na początku 1905 oraz wobec niewybrania nowego włodarza miasta Natan Nebenzahl pełnił stanowisko zastępcy burmistrza do 1907 (drugim był Feliks Giela).
Na początku XX wieku był właścicielem tabularnym w miejscowości Paszowa. Na początku października 1904 wraz z Emanuelem Herzigiem nabył od M. Adera dobra Kielanowice za kwotę 200 tys. koron. W 1913 został zarządzającym spółki naftowej „Frida”.
Na przełomie XIX/XX wieku był prezesem Stowarzyszenia Rękodzielników Żydowskich „Jad Charuzim” w Sanoku. Był członkiem sanockiego gniazda Polskiego Towarzystwa Gimnastycznego „Sokół” (1890-1912). Wraz z przedstawicielami macierzystego oddziału uczestniczył w jubileuszowym I Zlocie Sokolim od 5 do 6 czerwca 1892 we Lwowie z okazji 25-lecia Towarzystwa. Był członkiem zwyczajnym Macierzy Szkolnej dla Księstwa Cieszyńskiego. 20 stycznia 1897 został wybrany członkiem wydziału Kółka Dramatyczno-Muzycznego w Sanoku. Był członkiem komitetu organizacyjnego Krajowy Zjazd Strażacki w Sanoku zorganizowany w lipcu 1904. Na początku 1905 został wybrany do komisji szkontrującej Towarzystwa Młodzieży Polskiej „Znicz”. 4 lutego 1904 został wybrany członkiem wydziału założonej w tymże roku Kasy Oszczędności Miasta Sanoka i pełnił tę funkcję w kolejnych latach. Był członkiem Towarzystwa Upiększania Miasta Sanoka.
Później zamieszkał w Wiedniu. 11 listopada 1937 został odznaczony Krzyżem Kawalerskim Orderu Odrodzenia Polski „za zasługi na polu pracy społecznej”. Jego żoną była Louise wzgl. Luiza z domu Lindenbaum (1876–1931, zm. w Wiedniu). Ich dziećmi byli: Franciszka (ur. 1901, niem. Franziska, po mężu Merlan), Kasimira Schorr-Nebenzahl, Henryk (ur. 1905, niem. Heinrich). Od 23 grudnia 1938 zamieszkiwał w Krakowie przy alei Grottgera 1. Był wówczas właścicielem dóbr i wdowcem.